# Марио Лемју
Марио Лемју (фр. Mario Lemieux; Монтреал 5. октобар 1965) је бивши канадски професионални хокејаш и садашњи власник НХЛ клуба Пистбург пенгвинса. За овај клуб је одиграо 17 сезона у Националној хокејашкој лиги (НХЛ) за Питсбург пенгвинсе између 1984. и 2005. године, а преузео је власништво над франшизом 1999. Прозван „Величанствени“, „Ле Магнифик“ и „Супер Марио“, његова комбинација величине, снаге, атлетизма и креативности учинили су га једним од највећих играча свих времена.
Рангиран први у укупном поретку од стране Пингвина на улазном драфту НХЛ-а 1984. Лемју је водио Питсбург до узастопних шампионата Стенли купа 1991 и 1992. Под његовим власништвом, Пингвини су освојили додатне титуле 2009, 2016, и 2017. Он је једини. човек да има своје име у Купу и као играч и као власник. Такође је водио тим Канаде до златне олимпијске медаље 2002, до шампионата на Светском купу у хокеју 2004. и Купа Канаде 1987. Освојио је награду Лестер Б. Пирсон као најистакнутији играч по избору играча четири пута, Харт трофеј као најкориснији играч НХЛ-а (MVP) током регуларне сезоне три пута, трофеј Арт Рос као лидер у лиги шест пута и трофеј Кон Смити као најбољег играча плејофа 1991. и 1992. Он је једини играч који је постигао по један гол у свакој од пет могућих ситуација у једној NHL утакмици, што је подвиг који је постигао 1988. У време свог пензионисања, био је седми најбољи стрелац у каријери у NHL-у са 690 голова и 1.033 асистенције. Он је на другом месту у историји NHL-а са просеком у каријери од 0,754 гола по утакмици, иза Мајка Босија (0,762). Он је други у историји NHL-а са просеком од 1,129 асистенција по утакмици и 1,883 поена по утакмици, оба иза Вејна Грецког (са 1,320 и 1,921, респективно).
Лемју никада није могао да одигра целу сезону, а током своје каријере играо је у 70 или више утакмица у сезони у само шест наврата; четири од тих сезона биле су пре његове 25. године. Лемјуову каријеру су мучили здравствени проблеми који су га ограничили на 915 од могућих 1.430 утакмица у регуларној сезони између отварања кампање 1984–85 и последње утакмице 2005–2006. Лемју је дебитовао у NHL лиги 11. октобра 1984. а његова последња утакмица одиграна је 16. децембра 2005. Његове бројне болести укључивале су хернију диска кичме, Хоџкинов лимфом, хронични тендинитис мишића флексора кука и хронични бол у леђима толико јак да су други људи морали да му вежу клизаљке.  Пензионисао се у два наврата због ових здравствених проблема, прво 1997. године након борбе са лимфомом пре него што се вратио 2000. године, а затим други и последњи пут 2006. године након што му је дијагнозирана атријална фибрилација. Лемју је такође пропустио целу сезону 1994–95 због Хоџкиновог лимфома. Упркос његовим дугим одсуствима из игре, његова игра је остала на високом нивоу по повратку на лед; освојио је Харт трофеј и постигао титулу у сезони 1995–96, након што је пропустио целу претходну сезону. Он је био у темпу за 188 поена, али је одиграо само 70 утакмица. Такође је био финалиста за Харт трофеј када се вратио 2000. године. Године 1999, купио је тада банкротиране Пенгвинсе и њихову најбољу подружницу у малој лиги, Вилкес-Бар/Скрантон Пенгвинс Америчке хокејашке лиге (AHL), и био је главни власник тима све док није продао контролни интерес у тиму Фенвеј спортској групи у 2021. Међутим, он остаје сувласник и председник одбора.
Хокејашка кућа славних прихватила је Лемјуа одмах након његовог првог пензионисања 1997. године, одричући се нормалног трогодишњег периода чекања; по повратку 2000. године, постао је трећи члан Куће славних (после Гордија Хава и Гаја Лафлера) који је играо након што је примљен. Лемјеов утицај на NHL је био значајан: Ендру Конте из Питсбург Трибјун-Ревјуа назвао га је спасиоцем Питсбург Пингвинса, а после Лемјуовог пензионисања, Вејн Грецки је прокоментарисао да „Ви не замењујете играче као што је Марио Лемју… Игри ће недостајати.“ Боби Ор га је назвао „најталентованијим играчем којег сам икада видео“. Ор, заједно са Брајаном Тротјеом и бројним обожаваоцима, је спекулисао да је Лемје имао мање здравствених проблема, његова достигнућа на леду била би много већа. Године 2017, проглашен је за једног од „100 највећих NHL играча“. Он је уврштен је у Канадску Стазу славних 2004. године, и у IIHF дворану славних 2008. године.

## Каријера

### Младост
Лемју је рођен у Монтреалу у породици Пирет, домаћице, и Жан-Гај Лемјуа, инжењера. Он и његова старија браћа Ален и Ричард одрасли су у радничкој породици у округу Вил-Емар. Почео је да игра хокеј са три године у свом подруму; пре употребе праве опреме, он и његова браћа су користили дрвене кухињске кашике као хокејашке палице и чепове за флаше као пакове. Његов отац је направио клизалиште на травњаку испред куће како би дечаци могли да вежбају што је више могуће, а према породичној легенди, фамилија је понекад стављала снег на тепих у дневној соби како би браћа могла да вежбају у затвореном када је мрак.
Млади Лемју је био саиграч будућим NHL играчима Марку Бержевину и Џеј Џеј Деноу у истом мањем хокејашком тиму из Вил-Емара. Лемју и Деноу су играли заједно са РЈ Донелијем и Гејл Своном на Међународном хокејашком турниру у Квебеку 1977. године. Корниш и Свон су се такође такмичили на турниру 1978. године.
Лемју је започео своју каријеру у Лавал Војсинсу из Квебечке главне јуниорске хокејашке лиге (QMJHL). Када је драфтован са 15 година, изјавио је да ће оборити рекорде лиге. Он је дао захтев тренеру Жан Бежену игра на линији напред са Жаком Гојетом током QMJHL сезоне 1983–84. Комбинација је била успешна, пошто је Лемју оборио рекорд лиге по броју поена у сезони са 282 (133 гола, 149 асистенција) у 70 утакмица. У својој последњој утакмици регуларне сезоне, Лемју су била потребна три гола да изједначи рекорд Гаја Лафлера од 130 голова; постигао је шест голова и додао шест асистенција у победи од 16–4. Током плејофа, постигао је 29 голова и зарадио 52 бода у 14 утакмица и довео свој тим до пласмана на Меморијални куп 1984. године. Његово појављивање на канадском јуниорском државном првенству у хокеју на леду било је дуго очекивано, али је Лемју имао само два гола и три асистенције пошто су Лавал Војсинс изгубили све три утакмице.
Иако је 1983. играо на Светском јуниорском првенству у хокеју, Лемју није играо за канадске јуниоре 1984. јер му се није свидело како га је тренер Дејв Кинг третирао на претходном турниру. Такође није желео да прекине своју јуниорску сезону. Каријеру у QMJHL-у завршио је са 562 поена (247 голова, 315 асистенција) у три сезоне. Пре NHL улазног драфта 1984, Лемју је најавио да жели да игра за било кога ко га је закупи. Он и његов агент били су у ћорсокаку са Питсбург Пингвинсима и нису могли склопе уговору. Због тога, када су Пингвинси прозвали његово име као први избор на драфту, он се није руковао са генералним менаџером Едијем Џонстоном, нити је обукао дрес Пингвинса, што је NHL традиција. Тврдио је да је узнемирен због преговора о уговору и рекао да га „Питсбург довољно не жели.“ Иако је драфт одржан у Монтреалу, преко 3.000 навијача је гледало пренос у Сивик арени у Питсбургу — а типична игра Пенгвинса привукла би мање од 7.000 фанова у то време. Након драфта, Џонстон је потписао са Лемјуом двогодишњи уговор на 600.000 долара, плус 150.000 долара бонуса за потписивање.

### NHL драфт 1984.
Питсбург Пингвинси су га изабрали као 1. пика на драфту. Тада су Пингвинси били најлошија екипа у лиги и намерно су изгубили последњих 15 утакмица. Првог голмана послали су у резервни тим, а из резервног тима су позвали младог голмана који је примао 6 голова по утакмици, након тога је NHL променила правила, која последњем рангираном тиму више не гарантује први пик, него само даје велике шансе за то.
Након што су Пингвинси имали могућност да први бирају, сви клубови у NHL лиги су понудили своје најбоље играче за Лемјуа. Торонто им је чак нудио комплетни први ред своје навале, али је управа клуба одбила све понуде и изабрала Лемјуа.

### Прве године
Своју прву утакмицу у NHL лиги Марио Лемју је одиграо у Бостону 11. октобра 1984. године против екипе Бостон бруинса. Одмах по свом првом уласком на лед, првим контактом са паком, кренуо је сам према голману и постигао свој први погодак. Прву сезону завршио је са 100 поена, а NHL га је наградио са Калдеровим меморијалним трофејом за најбољег новајлију лиге. Такође је наступио на Ол-стар утакмици где је проглашен за најбољег играча утакмице.
У својој другој сезони постигао је 141 поен и тиме постаје други стрелац лиге иза Вејна Грецког са 215 поена (рекорд у NHL). Упркос томе, саиграчи из NHL лиге су га прогласили најбољим играчем лиге и уручен му је награду Лестера Пирсона. Међутим, Пингвинси и са Лемјуом нису били довољно јаки да би ушли у плеј-оф.
У својој трећој сезони Лемју је пропустио 17 утакмица и постигао је 107 поена, а Пингвинси опет нису успели ући у плеј-оф. Ипак, Марија чека један велики изазов лета 1987. године, јер наступа за репрезентација Канаде на Канада купу. Игра заједно у истој нападу са Вејном Грецким и заједно побеђују репрезентацију Совјетског Савеза. У трећој утакмици неколико минута пре краја Марио је постигао победоносни гол на додавање Грецког за коначан резултат 6-5 за Канађане.

### Суперзвезда НХЛ лиге
У сезони 1987/88 Марио постаје капитен екипе, али је она је још увек недовољно снажна да би изборила доигравање, али зато је Лемју први пут освајио Арт Росов трофеј као најбољи стрелац NHL лиге са 168 поена, уз то је овај пут проглашен и од стране лиге за најбољег играча лиге и осваја Хартов меморијални трофеј, а играчи NHL лиге су га опет наградили наградом Лестера Персона.
У сезони 1988/89 Лемју и његови Пингвинси коначно улазе у плеј-офе и Марио је са 199 поена (од тога 85 голова) у само 76 утакмица постигао свој најбољи резултат каријере. Успео се уписати у клуб оних који су постигли 50 голова у 50 утакмица (или мање), а то пре њега су успели само 3 Морис Ричард, Мајк Боси и Вејн Грецки. 31. децембра 1988. у утакмици против Њу Џерзи девилса постигао је 5 голова на 5 различитих начина, 1 гол са једнаким бројем играча на терену, 1 гол са играчем више, 1 гол са играчем мање, 1 гол из пенала и 1 гол у небрањену мрежу.
У сезони 1989/90 повреде га опет спречавају у даљем развоју да постане први играч NHL лиге. У само 59 утакмица постигао је 123 поена.

### Победник Стенли купа
Пропуштајући првих 56 утакмица у сезони 1990/91 због повреде леђа екипи се прикључио тек при крају сезоне. У само 26 утакмица регуларне сезоне постигао је 45 поена, али је екипа упркос његовој повреди изборила плеј-оф. Разлог томе су сјајни појединци попут Јаромира Јагра, Марка Рекија и поготово Рона Френсиса. У финалу против Минесота Норт Старса Марио Лемју је предводио своју екипу након шест утакмица до освајања првог Стенли купа у историји клуба (који је основан 1967. године). Такође је проглашен најбољим играчем разигравања (44 поена у 23 утакмица) и награђен је са Трофејом Кона Смитија.
У следећој сезони 1991/92 опет га прате разне озлиједе рамена и кука, па је присиљен опет изостати са 18 утакмица. У 64 утакмица постигао је 131 поен и по други пут освојио Арт Росов трофеј као најбољи стрелац лиге. А у разигравању опет су га пратиле повреде и на само 15 утакмица постигао је 34 поена, а и победоносни гол у задњој финалној утакмици Стенли купа против Чикаго блекхокса. Финале и претходно полуфинале Пингвинси побеђују без пораза. Као и у претходној години Лемју је најбољи стрелац плеј-офа и осваја поново Трофеј Кона Смитија.

### Рак и повратак
Након успеха у претходне две сезоне у јануару 1993. године код Лемјуа је дијагностикован Хоџкинов лимфом) и Марио је морао отићи на лечење. Након 2 месеца зрачења вратио се на лед и у лов на Пета Лафонтенаа из Њујорк ренџерса који га је у међувремену престигао у борби за Арт Росов трофеј. Пингвинси побеђују 17 утакмица заредом (рекорд NHL лиге), а Марио је сустигао и престигнуо Лафонтена да би на крају сезоне имао он предност од 12 поена и завршио сезону са 160 поена у укупно 60 утакмица. Напротив оне сезоне 88/89 гдје је постигао 199 поена већина стручњака сматра да је то најбоља сезона појединца у историји хокеју на леду. У случају да је одржао коефицијент поена по утакмици, пројектовано је на 82 утакмице Марио би био срушио рекорд Вејна Грецког (215 поена) са 218 поена. У плеј-офу због обнове повреде и болести играо је само 6 утакмица (7 поена) и Пингвинси су се рано опростили од даљег такмичења.
У сезони 1993/94 одиграо је само 22 утакмице (37 поена) и најављује да ће следећу сезону комплетно изоставити да се опорави од разних повреда и последице рака.
Вратио се у сезони 1995/96 и опет освајио Арт Росов трофеј са укупно 161 поеном, а у плеј-офу у 18 утакмица постиже 27 поена. Неочекивано Пингвинси су изгубили последњу утакмицу у својој Цивик арени против Флорида пантерса у полуфиналу плеј-офа. Марио је по трећи пут освајио Хартов меморијални трофеј и по четврти пут награду Лестера Пирсона.

### Прво повлачење
На почетку сезоне 1996/97 у NHL лиги се спекулисало о брзом повлачењу Марија због болести и разних повреда. Регуларни део сезоне завршио је са 122 поена и с тиме осваја по шести и задњи пут у својој каријери Арт Росов трофеј. Пре плеј-офа Марио Лемју је најавио свој опроштај од активног играња. У доигравању у првом колу играју против Филаделфија Флајерса и испадају послије пет утакмица (6 поена).
Прерано са само 31 годином завршава своју активну каријеру, са 745 утакмица у којим је постигао 613 голова и 881 асистенција, укупно 1494 поена. Као једини играч у историји NHL лиге завршио је активну каријеру са просеком изнад 2 поена (2,01 поена по мечу) и просеком од 0,82 голова по утакмици.
У октобру 1997. године пре времена уведен је у Кућу славних у Торонту. Иначе је минимални рок за то 3 године, а само је код великана као што су Горди Хау, Боби Ор, Вејн Грецки или Марк Месје се изостављено то правило.

### Власник Пенгвинса
Лемју је 1999. спасио своје Питсбург Пенгвинсе од пропасти. Са својим партнерима купио је матични клуб и тиме спречио стечај клуба. Стечајни судија је приихватио његов план и Лемју је постао власник клуба. Цивик арена је добила ново име, Мелон арена и ангажован је нови тренер Иван Хлинка који је 1998. освојио олимпијско злато са чешком репрезентацијом.

### Повратак на лед
Дана 7. децембра 2000. године у медијима се спекулисало о повратку Лемјуа, који дан касније најављује свој повратак у NHL као играч, а прва утакмица је најављена 27. децембра против Торонта. У првој утакмици након 3,5 године паузе с првим додиром након 33 секунди постиже свој први поен, асистирајући голу Јаромира Јагра. Касније у истој утакмици постигао гол и још једну асистенцију. NHL је на својим интернет страницама водио посебну статистику за Марија у којој се стално пројектовало број поена да је одиграо 82 утакмице, на крају сезоне у 43 утакмице постиже 76 поена. Уз то добио је специјалну позивницу за Ол-стар утакмицу. У плеј-офу Пингвинси су стилги до полуфинала и играју 18 утакмица (17 поена) где испадају од каснијег првака Њу Џерзи девилса.
У сезони 2001/02 је опет озлијеђен игра само 24 утакмице (31 поен) у главноме се чува за Олимпијске игре у којој га Вејн Грецки поставио за капитена репрезентације Канаде. Канада је освојилаа златну медаљу, а Лемју је одиграо 5 утакмица (6 поена), а после Олимпијских игара изостаје остатак сезоне.
У сезони 2002/03 је све време био водећи стрелац NHL, али је морао на крају сезоне пропустити последњих 15 утакмица и у 67 утакмица је постигао 91 поен, узимајући у обзир поене по утакмици, Марио би био опет далеко испред свих и да је одиграо свих 82 утакмице први стрелац лиге. Али екипа ослабљена одласком Јаромира Јагра, Алексеја Коваљева, Мартина Страке и Роберта Ланга који су били заједно са Лемјуом били носиоци игре, није могла изборити плеј оф.
Повреде у сезони 2003/04 опет су спречавале и играо је 10 утакмица (9 поена), а годину дана касније у професионални играчи су штрајковали. На лету 2004. године Лемју је играо на Светском купу у хокеју са Канадом 6 утакмица (5 поена) и освајио је тај трофеј. Лемју је у сезони 2005/2006 играо 14 утакмица, а 12 преседео на клупи (који му напротив томе иду у статистику, тако да је укупан број 26) и постигао 22 поена. 26. децембра 2005. године одиграо је своју последњу утакмицу у каријери. Након дијагнозе лекара да има срчаних проблема Марио најављује свој други опроштај од активне игре.